# 邪恶轴心

USA
邪恶轴心（2002年）：朝鮮、伊朗、 伊拉克
边缘邪恶轴心：古巴、 利比亞、 叙利亞

「邪恶轴心」（英語：Axis of evil）最初是美国总统乔治·沃克·布什於2002年1月29日在他的国情咨文中所發表的看法，意指「支持恐怖主义的国家」，其中明确指出的国家包括朝鮮、伊朗、伊拉克（萨达姆政权）。2022年之后，中華人民共和國和俄羅斯也被美國政治家与评论家称為「新邪惡軸心」的成員。
這個名稱是由第二次世界大戰的轴心国發展而來。

## 背景
「轴心國」是出自第二次世界大戰時由德國、義大利、日本所組成的聯盟，以對抗當時的英國、美國等同盟國。九一一事件後美國陷入恐慌，時任總統的小布希宣佈展開反恐戰爭，除了於2001年10月攻入阿富汗搜捕九一一事件嫌犯賓·拉登外，還特意在翌年1月在國情咨文中，以「邪惡軸心」這一名詞，指責朝鮮、伊朗、伊拉克支援恐怖主义的政权，危害世界和平。2002年5月6日，根据布什幕僚約翰·博爾頓的解释，古巴、利比亞（卡扎菲政权）、敘利亞（阿萨德政权）是「邊緣邪惡軸心」（Beyond the Axis of Evil）等同於「流氓國家」。

## 新邪惡軸心

新邪恶轴心（2022年）：RUS、PRC、伊朗、朝鮮

2022年2月，美國评論員丹妮尔·普萊特卡在國家评論中稱中華人民共和國、俄羅斯聯邦、伊朗伊斯蘭共和國、朝鮮民主主義人民共和國為“新邪惡軸心”。 。在2022年俄羅斯入侵烏克蘭后，台北時報發布社論稱中俄伊朝關係為“真正的邪惡軸心”。
2023年10月22日，美國參議院少數黨領袖米奇·麥康諾在接受福克斯新聞頻道節目採訪時表示：“我們必須挺身而出，應對這一邪惡軸心——中國、俄羅斯、伊朗——這是緊急情況，因為它對美國構成直接威脅。”
2024年1月31日，前国务卿邁克·蓬佩奧在向众议院美国-中共战略竞争特设委员会作证时，称中国、俄国、伊朗、朝鲜和委内瑞拉为新邪恶轴心。
2024年3月21日，另有美国官员同样将中国、俄罗斯、朝鲜和伊朗之间的关系描述为处在新生阶段的“邪恶轴心”
2024年12月4日，北约秘书长吕特称“俄罗斯、中国、朝鲜和伊朗间的一致性与日俱增，凸显出我们所面临的威胁攸关全球局势的本质”。